# 로르 드 셰비녜
로르 마리 샤를로트 드 사드(Laure Marie Charlotte de Sade)는 1859년 5월 31일 태어나 1936년 10월 15일 사망한 프랑스의 사교계 여성으로, 결혼 이후로는 아데옴 드 셰비녜 백작부인(comtesse Adhéaume de Chevigné)으로 불렸다.
셰비녜 백작부인은 자신의 고해신부였던 뮈니에 신부와 가까운 사이였으며, 만찬이나 오찬에 그를 자주 초대하곤 했다. 그녀는 자신을 <잃어버린 시간을 찾아서>의 등장인물, 게르망트 공작부인의 모델 중 하나로 따온 마르셀 프루스트를 좋게 보지는 않았다.

## 생애
사드 후작의 증손녀이던 로르 드 사드는 1879년 2월 6일 아데옴 드 셰비녜(Adhéaume de Chevigné, 1847-1911) 백작과 결혼하였다. 부부는 푸코 드 퐁브리앙 자작의 아파트에서 몇 걸음 떨어진 파리 미로메닐 가 34번지에 거주하였다.
왕당파이던 부부는 일년에 몇 주씩, 엄격한 예의범절이 요구되었던 프로스도르프(Frohsdorf)에 거주하던 프랑스 왕위 요구자, 앙리 다르투아를 보필하였다.
셰비녜 백작부인은 19세기 말부터 1914년까지의 파리 귀족 사회의 주요 인물 중 하나가 되었다. 그녀는 고타 가문의 여러 유명 인물들과도 접점이 있었다. 셰비녜 백작부인은 처음에 음악과 예술 살롱을 열었으며, 그녀의 우아함과 고귀한 정신에 감탄한 이전 세대의 "서클 회원들(cercleux)"과도 친분을 쌓았다. 오후가 되면 그녀는 자신의 살롱을 열어 브르퇴유 후작, 코스타 드 보르가르 백작, 조제프 드 공토비롱 백작, 로 후작, 알베르 드 묑 백작과 같은 이들을 불렀다.
살롱에 드나들던 이들은 새해가 될 때마다 그녀에게 진주 목걸이를 선물하곤 했다. "제가 가진 목걸이들은 친구들이 몇명인지, 제가 얼마나 살아왔는지 새어볼 수 있게끔 해요"라며 그녀는 말했다.
금발벽안의 그녀는 아름다웠으나, 그레퓔 백작부인(게르망트 공작부인의 다른 모델)보다는 덜 아름다웠다고 한다. 그렇지만 그녀 역시 매우 기품있었으니, 레날도 안은 그녀를 두고 다음과 같이 말했다.
| “ | 그녀는 바로 감정이 금새 정신으로 바뀌는 18세기의 여성이오.. | ” |

백작부인은 이후 롱샹 경주가 열릴 때마다 크리드에서 나온 진회색 정장을 입곤 했다. 게르망트 공작부인처럼 그녀는 쉰 목소리를 지녔는데, 담배를 많이 폈기 때문이다. 그녀는 스페인 여왕 이사벨 2세와 블라디미르 대공비의 친구였다. 그녀는 블라디미르 대공비에게 옷차림을 조언해주기도 했다.
마르셀 프루스트는 셰비녜 백작부인을 극장에서 처음 보았는데, <잃어버린 시간을 찾아서>의 화자처럼 그녀는 얇은 흰색 천 드레스를 입고 깃털이 달린 큰 부채를 들고 있었다. 1892년 프루스트는 친구 페르낭 그레그가 창간한 잡지인 <향연Le Banquet>에서 그녀를 묘사했다. 그녀는 새의 여신과 비교되었다. 프루스트는 자신의 소설에서 본격적으로 그녀를 묘사했다. 백작부인은 프루스트를 거리에서 만났을 때, <잃어버린 시간을 찾아서> 작중에서 "피츠제임스가 저를 기다리고 있어요!"라고 하였듯이 그를 피했다.

## 참고 문헌
- 조지 페인터, <마르셀 프루스트Marcel Proust>, 파리, 메르퀴르 드 프랑스, 1966년, 제2판, 1992년.
- 미뉘에 신부, <주르날 1Journal (1879-1939)>, 파리, 메르퀴르 드 프랑스, 1985년.

## 같이 보기
- 마르셀 프루스트의 지인